# هایک خانومیان
هایک روبنی خانومیان (ارمنی: Հայկ Ռուբենի Խանումյան؛ زادهٔ ۱۲ سپتامبر ۱۹۸۴) یک چهره سرشناس و سیاستمدار اهل ارمنستان-جمهوری آرتساخ است که از تاریخ ۱۸ دسامبر ۲۰۲۰ تا تاریخ سمت وزیر اداره اراضی و زیرساخت‌های جمهوری آرتساخ را برعهده داشت.

## زندگی‌نامه
در ۱۲ سپتامبر ۱۹۸۴ در خاشتاراک به دنیا آمد و از دانشگاه دولتی ایروان فارغ‌التحصیل شد.  وی یکی از نامزدهای انتخابات عمومی جمهوری آرتساخ (۲۰۲۰) بود. 

## نگارخانه

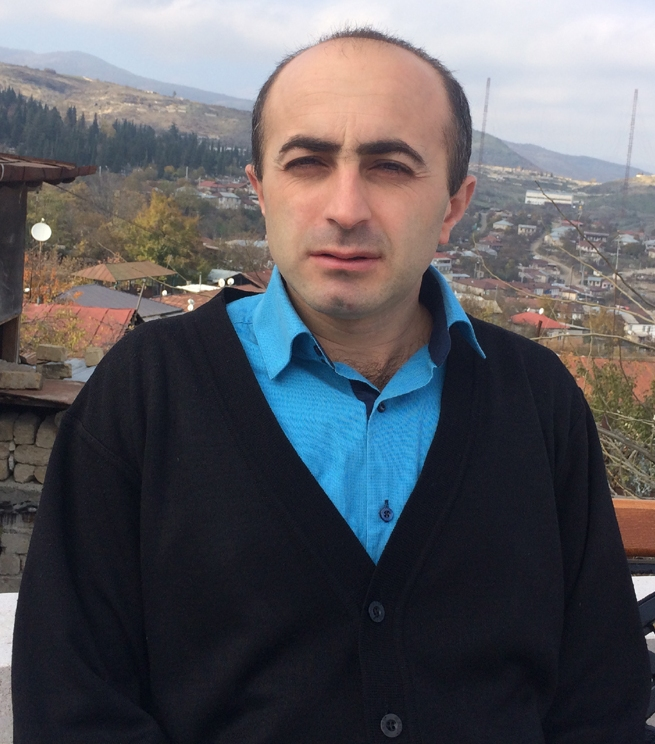

## یادداشت
1. ↑  Արցախի Հանրապետություն տարածքային կառավարման և ենթակառուցվածքների նախարար
2. ↑  Դիանա Մովսիսյան